# Santpedor
La enlla de Santpedor là một đô thị trong comarca Bages, tỉnh Barcelona, Catalonia, Tây Ban Nha.

Ermita de Sant Francesc de Santpedor

Localización de Santpedor en el Bages

## Biến động dân số
| 1900  | 1930  | 1960  | 1990  | 2006  |
| ----- | ----- | ----- | ----- | ----- |
| 1.885 | 1.918 | 2.363 | 4.347 | 6.263 |

- Biến động dân số từ năm 1717 đến năm 2006

1717-1981: población de hecho; 1990-: población de derecho